# Магнолія (Арканзас)
Магнолія (англ. Magnolia) — місто (англ. city) в США, в окрузі Колумбія штату Арканзас. Населення — 11 162 особи (2020).

## Географія
Магнолія розташована за координатами 33°16′36″ пн. ш. 93°13′34″ зх. д. / 33.27667° пн. ш. 93.22611° зх. д. (33.276698, -93.226247). За даними Бюро перепису населення США в 2010 році місто мало площу 34,36 км², з яких 34,28 км² — суходіл та 0,07 км² — водойми.

## Демографія
Згідно з переписом 2010 року, у місті мешкало 11 577 осіб у 4542 домогосподарствах у складі 2597 родин. Густота населення становила 337 осіб/км². Було 5288 помешкань (154/км²).
Расовий склад населення:
| - 53,9 % — білих - 41,9 % — чорних або афроамериканців - 1,2 % — азіатів - 0,4 % — корінних американців - 1,2 % — осіб інших рас |

До двох чи більше рас належало 1,3 %. Іспаномовні складали 2,2 % від усіх жителів.
За віковим діапазоном населення розподілялося таким чином: 21,5 % — особи молодші 18 років, 63,0 % — особи у віці 18—64 років, 15,5 % — особи у віці 65 років та старші. Медіана віку мешканця становила 31,3 року. На 100 осіб жіночої статі у місті припадало 85,9 чоловіків; на 100 жінок у віці від 18 років та старших — 82,6 чоловіків також старших 18 років.
Середній дохід на одне домашнє господарство становив 47 340 доларів США (медіана — 34 163), а середній дохід на одну сім'ю — 58 220 доларів (медіана — 41 190). Медіана доходів становила 42 145 доларів для чоловіків та 30 770 доларів для жінок. За межею бідності перебувало 31,7 % осіб, у тому числі 43,3 % дітей у віці до 18 років та 14,4 % осіб у віці 65 років та старших.
Цивільне працевлаштоване населення становило 5069 осіб. Основні галузі зайнятості: освіта, охорона здоров'я та соціальна допомога — 31,0 %, виробництво — 16,8 %, роздрібна торгівля — 15,2 %.